# Поури, Оливия
Оливия Элизабет «Полли» Поури (англ. Olivia Elizabeth Powrie; род. 9 декабря 1987 года) — новозеландская яхтсменка, чемпионка мира и олимпийская чемпионка в классе «470».
Поури со своим партнёром Джо Алех одержали победу на летних Олимпийских играх в Лондоне. В августе 2013-го, спустя чуть более года после завоевания олимпийского золота, Поури и Алех выиграли чемпионат мира во французском Ла-Рошель.
На момент триумфа на олимпиаде Поури числилась студенткой Колледжа Святого Катберта в Окленде.
По итогам 2013 года Оливия Поури удостоилась звания члена Ордена Заслуг.